# Lukavec (Velika Gorica)
Lukavec is een plaats in de gemeente Velika Gorica in de Kroatische provincie Zagreb. De plaats telt 1023 inwoners (2001).